# 埃格伯特·斯文松
埃格伯特·斯文松（德語：Egbert Swensson，1956年5月24日—），德国男子帆船运动员。他曾代表东德参加1980年夏季奥林匹克运动会帆船比赛，联同约恩·博罗夫斯基获得470级银牌。